# Jävreån
De Jävreån is een rivier in het oosten van Zweden, in de gemeente Piteå. Het is de meest zuidelijk stromende hoofdrivier van Norrbottens län, de volgende rivier met een erkend stroomgebied is de Åbyrivier in Västerbottens län. De Jävreån begint bij het meer Hemträsket en stroomt naar het zuidoosten naar de kust. De grootste zijrivier is de Finnträskån. De rivier is ongeveer 30 kilometer lang, heeft een stroomgebied van 195,7 km² en het debiet is 1,7 m³.